# Setidevi
Setidevi es un pueblo ubicado en el distrito de Katmandú, provincia de Bagmati, Nepal.

## Superficie
Cuenta con una superficie de 5,867 kilómetros cuadrados.

## Demografía
Datos hasta 2011
- Población: 4248 habitantes.[1]
- Densidad de población: 724,1 habitantes por kilómetro cuadrado.[1]